# Тата-Сабая
Тата-Сабая (ісп. Tata Sabaya) — стратовулкан в  Болівії. Розташований в провінції  Атауальпа на заході країни, на плато Альтиплано, на північній частині озера Коїпаса. Крім того, Тата-Сабая лежить на східному краю групи вулканів, що включає також вулкани Іслуга (на заході) і Кабарай. Час останнього виверження невідомий, однак найімовірніше його слід відносити до голоцену.